# Henrich Benčík
Henrich Benčík (* 4. října 1978, Nitra) je bývalý slovenský fotbalový útočník.

## Klubová kariéra
Svoji fotbalovou kariéru začal v FC Nitra. Mezi jeho další angažmá patří: OD Trenčín, FC Petržalka 1898, Denizlispor, FK Teplice, Rot Weiss Ahlen, 1. FC Saarbrücken, SC Freiburg, FSV Frankfurt, VfL Osnabrück, Wacker Burghausen a ŠK Svätý Jur.
V lednu 2013 se vrátil do FC Nitra. Začátkem září 2013 přestoupil do třetiligového německého klubu SV Wacker Burghausen, kde podepsal jednoletou smlouvu.